# Fabien Vallos
 (septembre 2013).
Fabien Vallos, né le 27 mars 1972, est auteur, théoricien, critique et professeur de philosophie en écoles d'art. Gastronome érudit.

## Biographie
Fabien Vallos soutient son doctorat en 2010, à l'université Paris IV Sorbonne, sous la direction de Georges Molinié, Théorie de la fête; festivité, inopérativité & désœuvrement. Sa thèse est une généalogie du concept d'inopérativité.
Il a été de 2005 à 2014 professeur de philosophie à l'École d'enseignement supérieur d'art de Bordeaux. Il est actuellement professeur de philosophie et coordinateur de la recherche à l'École nationale supérieure de la photographie d'Arles et l'École supérieure d'art d'Angers.
Il est  depuis 2006, le directeur des Éditions Mix. Il est également depuis 2015 le coordinateur du Centre de Recherche Art & Image (CRAI) ainsi que le responsable du laboratoire de recherche FIG. (Figure, Image, Grammaire) de l'Ensp à Arles.
Le travail théorique de Fabien Vallos consiste en l'élaboration d'une généalogie du concept d'inopérativité ainsi qu'à la préparation d'une philosophie critique de l'œuvre. Une partie de ses recherches théoriques est visible sur les plateformes du Laboratoire Fig. et Devenir-Dimanche. Pour ce faire son travail prend les formes d'une recherche et création à partir d'enseignement et de séminaires, d'expositions, d'un travail d'artiste, d'un travail d'édition et d'un travail d'écriture théorique et littéraire. Il publie en 2016, Chrémastistique & poièsis (sur l'économie de l'œuvre) en 2021, Essai sur l'image latente (à partir du travail de l'artiste Aurélie Pétrel) et en 2023, Vues & données (essai).
Depuis 2023, il entame un nouveau cycle de recherche comme tentative d'une interprétation d'une métaphysique de la consommation et de l'aliment. Depuis 2020 a été entamé un Inventaire des gastronomies de Méditerranée. Il publie un grand livre de 2200 recettes chez Marabout (2023). 
En tant qu'auteur il publie en 2008 le texte Via (comme expérience littéraire du récit de voyage).
En tant que traducteur il publie en 2006 une nouvelle traduction du journal du peintre maniériste Jacopo Da Pontormo (avec un large appareil critique). Il publie en 2008 Art conceptuel, une entologie. Il publie en 2010 la première traduction du texte La fête et la machine mythologique du philosophe italien Furio Jesi et en 2016 il réalise avec A. Dufeu la traduction du Spartakus, symbolique de la révolte de Furio Jesi. Il publie en 2012 une série de traductions de textes grecs et latins (Athénée de Naucratis, Martial, Macrobe) pour l'ouvrage Convivio, en 2015 la traduction de Gastronomie d'Archestrate de Gela. En 2019 il publie la traduction du texte L'Exil du philosophe latin, né à Arles, Favorinos.
En tant qu'artiste il développe depuis 2008 une pratique qui consiste à réaliser des banquets pour plusieurs dizaines ou plusieurs centaines de personnes. Ces banquets sont adressés en tant qu'œuvre aux convives et à l'institution en tant que dépense. Il publie en 2023 un catalogue rassemblant près de 55 banquets et plus de trente textes. 
En tant que commissaire indépendant il réalise en 2012 l'exposition Convivio au centre d'art de l'Onde à Velizy-Villacoublay, l'exposition Lætitia in Convivio au cneai de Paris. Il réalise avec Sébastien Pluot les expositions Art by Telephone… Recalled  (2012-2014) au CAPC de Bordeaux, au Cneai de Chatou, à la Emily Harvey Foundation de New York, au SFAI et à la Panacée de Montpellier (voir article LIbération et émission sur France Culture). Il réalise en 2014 l'exposition Chrématistique III au Cneai de Chatou. Il réalise en 2017 l'exposition Relevés à Arles en exposant dans l'espace public des œuvres d'artistes conceptuels; il réalise encore l'exposition et l'édition Protest. En 2019 il réalise Relevés II à Arles autour du philosophe latin Favorinos. En 2020 il co-réalise avec Margaux Bonopera et Grégoire d'Ablon, l'exposition Rien n'aura eu lieu, à Arles. Il réalise en 2022 l'exposition Kharakter et en 2023 l'exposition Paratge à la galerie La Traverse à Marseille. Il réalise avec Aurélie Pétrel (et en collaboration avec Dieudonné Cartier) l'exposition Vue & données à Photo Élysée à Lausanne et au Confort Moderne à Poitiers en 2024 

### Théorie et littérature
- Or les verbes, éditions au Figuré, 2004
- Via, éditions ikko, 2007
- Le Poétique est pervers, éditions Mix., 2007
- Six modèles d’analyse herméneutique (avec Jacopo Baboni Schilingi), éditions Mix., 2008
- Convivio, Mix. x l'Onde x cneai =, 2011
- Art by Telephone… Recalled, (dir. S. Pluot & F. Vallos), co-édition Mix., Esba Talm, La Panacée, Cneai, Ebabx, 2014
- Chrématistique & poièsis (Contribution à une théorie critique de l'œuvre et de la poièsis, II, 3), éditions Mix, 2016
- Essai sur l'image latente (avec Aurélie Pétrel), éditions Mix., 2021
- Vues & données (essai), éditions Mix., 2023
- Les Banquets (2008-2023), éditions Mix., 2023

### Traductions
- Journal, Jacopo da Pontormo, éditions Mix., 2008 (2° édition)
- Art conceptuel, une entologie (avec G. Herrmann & F. Reymond), éditions Mix., 2008
- La fête et la machine mythologique, Furio Jesi, éditions Mix., 2008
- Spartakus. Symbolique de la révolte, Furio Jesi (avec A. Dufeu), La Tempête Éditions, 2016
- L'Exil, Favorinos d'Arles, trad. du grec, notes et commentaires de Fabien Vallos, éd. Mix. 2019

### Gastronomie
- Inventaire gourmand de la Méditerranée, éditions Marabout., 2023